# Бошкович, Мирослав
Миросла́в Бо́шкович (серб. Мирослав Бошковић; 3 января 1947, Белград — 17 августа 2023, Даниловград) — югославский футболист, играл на позиции защитника.

## Биография

### Клубная карьера
Бошкович начинал карьеру в клубе «Задар», за который играл один сезон. В 1965 году стал игроком сплитского «Хайдука», в составе которого отыграл восемь сезонов. В составе «белых» он выиграл чемпионский титул в 1971 году и 3 Кубка Югославии. Всего во всех турнирах сыграл за «Хайдук» 405 матчей.
В 1973 году перешёл в белградский «Партизан», став единственным футболистом, который перешёл из «Хайдука» в «Партизан». За «Партизан» он играл в течение двух сезонов, сыграл в чемпионате Югославии 37 матчей и забил 4 гола.
С 1975 по 1978 год играл во Франции за «Анже». Завершил игровую карьеру в клубе «Синджелич» из Белграда.

### Карьера в сборной
Дебютировал за сборную Югославии 25 июня 1968 года в товарищеском матче со сборной Бразилии — Югославия проиграла ту встречу со счётом 0:2. Всего за сборную Югославии сыграл 6 матчей и не отметился забитыми мячами.

### Смерть
Скончался 17 августа 2023 года в Даниловграде в возрасте 76 лет после продолжительной болезни.

## Достижения
«Хайдук» (Сплит)
- Чемпион Югославии (1): 1970/71
- Обладатель Кубка Югославии (3): 1967, 1972, 1973,